# سام سوتون
سام سوتون (بالإنجليزية: Sam Sutton)‏ هو لاعب كرة قدم نيوزيلندي في مركز الوسط، ولد في 10 ديسمبر 2001 في أوكلاند في نيوزيلندا. لعب مع نادي ويلينغتون فينيكس.

## وصلات خارجية
- سام سوتون على موقع إي إس بي إن إف سي (الإنجليزية)
- سام سوتون على موقع قاعدة بيانات كرة القدم.إي يو (الإنجليزية)
- سام سوتون على موقع ناشيونال فوتبول تيمز (الإنجليزية)
- سام سوتون على موقع Soccerbase.com (لاعب) (الإنجليزية)
- سام سوتون على موقع Soccerway.com (الإنجليزية)
- سام سوتون على موقع عالم كرة القدم.نت (الإنجليزية)
- سام سوتون على موقع أوليمبيديا (الإنجليزية)